# Ivan Hašek
Ivan Hašek (* 6. září 1963 Městec Králové) je český fotbalový trenér, který od ledna 2024 vede českou fotbalovou reprezentaci, a bývalý profesionální fotbalista, který hrával na pozici středního záložníka. Svou hráčskou kariéru ukončil na konci roku 1997 ve Spartě Praha. Mezi lety 1984 a 1994 odehrál také 56 utkání v dresu československé, respektive české reprezentace, v nichž vstřelil 5 branek.
Po ukončení své hráčské kariéry zamířil na trenérskou dráhu. Dva roky vedl pražskou Spartu, následně trénoval například francouzské kluby Racing Štrasburk či Saint-Étienne. Od června 2009 do července 2011 byl předsedou Fotbalové asociace České republiky a od července do poloviny října 2009 byl i trenérem české fotbalové reprezentace. Po svém angažmá ve FAČR se přesunul na Blízký východ, kde trénoval řadu klubů ze Spojených arabských emirátů či libanonskou reprezentaci. V lednu 2024 byl znovu zvolen českým reprezentačním trenérem.
Členem prestižního Klubu ligových kanonýrů se stal po změně pravidel klubu v listopadu 2016.

## Hráčská kariéra

### Klubová kariéra
Svou kariéru začal v rodném Nymburce, kde nastupoval za místní klub ZOM Nymburk.
Již ve 14 letech ale putoval do pražské Sparty. V roce 1981 poprvé oblékl dres A týmu. Do roku 1990, kdy odešel do francouzského Racingu, získal 6 ligových titulů spolu s hráči, jako byli Jan Stejskal, Jozef Chovanec, František Straka, Stanislav Griga, Michal Bílek, Václav Němeček či Tomáš Skuhravý. Další dva domácí tituly pak přidal po svém návratu v roce 1997 a 1998.
V zahraničí působil ve francouzském Racingu Štrasburk, kterému pomohl k postupu do první ligy, a v roce 1994 odešel do Japonska, kde dvě sezóny působil v klubech Sanfrecce Hirošima a JEF United Ičihara. Pak se vrátil zpátky do Česka, kde ve Spartě ukončil svou hráčskou ligovou kariéru.

### Reprezentační kariéra
V reprezentaci Československa působil od roku 1984 do roku 1993 a za tu dobu odehrál 55 utkání a ve 21 utkáních byl kapitánem mužstva, mimo jiné i na Mistrovství světa v Itálii. V reprezentaci působil pod trenéry Josefem Masopustem, Jozefem Venglošem a Milanem Máčalou a vstřelil celkem 5 gólů.
Za českou reprezentaci odehrál jediné utkání, konkrétně zápas s Maltou 12. října 1994 (Malta - ČR 0:0).

### Reprezentační góly
| Gól | Datum           | Stadion                                  | Soupeř          | Skóre (min.) | Výsledek | Soutěž                   |
| --- | --------------- | ---------------------------------------- | --------------- | ------------ | -------- | ------------------------ |
| 010 | 3. června 1987  | Idraetspark, Odense, Dánsko              | Dánsko          | 01:1 0(49.)  | 1:1      | Kvalifikace na ME 1988   |
| 02  | 18. října 1988  | Emile Mayrish stadion, Esch, Lucembursko | Lucembursko     | 00:1 0(26.)  | 0:2      | Kvalifikace na MS 1990   |
| 03  | 10. června 1990 | Stadio Comunale, Florencie, Itálie       | USA             | 00:3 0(51.)  | 1:5      | základní skupina MS 1990 |
| 04  | 5. června 1991  | Laugar Dalsvöllur, Reykjavík, Island     | Island          | 00:1 0(16.)  | 0:1      | Kvalifikace na ME 1992   |
| 05  | 16. června 1993 | Svangaskard, Toftir, Faerské ostrovy     | Faerské ostrovy | 00:1 0(4.)   | 0:3      | Kvalifikace na MS 1994   |

## Trenérská kariéra
Svou trenérskou kariéru začal Hašek ve Spartě. V letech 1999–2001 dovedl klub dvakrát k domácímu titulu. V sezóně 1999/2000 dovedl klub do osmifinálové skupiny Ligy mistrů a o rok později skončila Sparta svou účast v milionářské soutěži v základní skupině.
Po vypršení dvouletého kontraktu ve Spartě odešel trénovat francouzský Štrasburk, ve kterém působil dříve jako hráč. S klubem, ve kterém působil například slavný paraguayský brankář José Luis Chilavert, se mu podařilo postoupit do nejvyšší francouzské ligy a v trenérské tandemu s Karlem Jarolímem přivedl do Štrasburku české hráče Davida Kobylíka a Václava Drobného. Pak odešel do japonského Vissel Kóbe, kde trénoval v roce 2004 a přivedl do japonského klubu i Pavla Horvátha.
Sezónu 2006/2007 strávil jako trenér francouzského celku AS Saint-Étienne. Od prosince 2007 trénoval al-Ahlí Dubaj ve Spojených arabských emirátech. Po neúspěšném vystoupení české reprezentace na Mistrovství Evropy v roce 2008 mu byla nabídnuta pozice trenéra české reprezentace, kterou však odmítl.
Poté, co se stal předsedou ČMFS, dal nabídku na post reprezentačního trenéra Karlu Jarolímovi. Ten nabídku odmítl, načež 7. července 2009 Hašek oznámil, že bude působit jako hlavní reprezentační trenér on sám. V této funkci setrval až do 14. října téhož roku.
V roce 2011 trénoval opět al-Ahlí, od ledna do června 2012 saúdskoarabský al-Hilál, který se pod jeho vedením dostal do čtvrtfinále asijské Ligy mistrů, a od léta 2014 Katar SC. Po 2 úvodních utkáních v katarské lize (porážky 0:5 a 1:3) byl z lavičky odvolán.
V prosinci 2014 jej angažoval klub SC Fudžajra ze Spojených arabských emirátů, který převzal po Abdulwahabu Abdulqadirovi. V březnu 2016 byl po sérii špatných výsledků odvolán. V prosinci 2016 se do SAE vrátil, převzal trenérský post v mužstvu Emirates Club.
Od července 2021 do března 2022 trénoval libanonskou reprezentaci, úkol dostat se s týmem alespoň do play-off o mistrovství světa v Kataru se mu ale splnit nepodařilo.
Na konci listopadu 2023 se, po odchodu Jaroslava Šilhavého bezprostředně po postupu na mistrovství Evropy, začalo spekulovat o Haškově zvolení na pozici trenéra české fotbalové reprezentace. Dne 11. prosince měl výkonný výbor FAČR nového reprezentačního trenéra zvolit, zasedání bylo ale kvůli vysokému počtu omluvenek ze zdravotních a pracovních důvodů zrušeno. Hašek byl spojován s Pavlem Nedvědem, který dostal nabídku stát se generálním manažerem reprezentace. Nedvěd ale dne 3. ledna 2024 nabídku oficiálně odmítl. O jeden den později se Hašek stal podruhé ve své trenérské kariéře českým reprezentačním trenérem. Jeho asistenty se stali Jaroslav Veselý a Jaroslav Köstl.

## Kandidatura na předsedu svazu
V roce 2005 kandidoval na třech valných hromadách na předsedu ČMFS. Přestože za ním stála většina fotbalové veřejnosti, ani jednou neuspěl a na třetí valné hromadě byl zvolen Pavel Mokrý po dohodě se svým konkurentem Vlastimilem Košťálem, který byl zvolen prvním místopředsedou ČMFS.
V červnu 2009 opět oznámil kandidaturu na předsedu svazu, jeho soupeřem byl tentokrát Luděk Vinš, předseda FK Viktorie Žižkov. Hašek jednoznačně zvítězil, když pro něj hlasovalo 167 delegátů z celkového počtu 202. Navíc do výkonného výboru ČMFS delegáti zvolili většinu lidí, se kterými si Hašek přál spolupracovat.
V červnu 2011 ale po necelých dvou letech ve funkci rezignoval.